# Evgueni Chevelevitch
Evgueni Chevelevitch (russisch Евгений Исаакович Шевелевич/Jewgeni Isaakowitsch Schewelewitsch; * 26. Oktober 1953) ist ein deutscher Schachspieler.

## Leben
Während seines Studiums gewann Chevelevitch mit der Mannschaft der Oblast Rostow Ende 1972 die VIII. Meisterschaft der Russischen SFSR in Rostow am Don. Danach konnte er vor allem im Fernschach nennenswerte Erfolge vorweisen. Er wurde geteilter Sieger bei der I. Meisterschaft des Zentralen Schachklubs der UdSSR. Beim nächsten Turnier, das in den Jahren 1979–1980 ausgetragen wurde, teilte er den 2.–3. Platz. In der XVII. Meisterschaft der Sowjetunion (1. Liga, 1986–1988) belegte er mit 10,5 Punkten aus 16 den fünften Platz. Aufgrund seiner guten Leistung wurde er 1988 als Meister des Sports der UdSSR ausgezeichnet. In der XVIII. Meisterschaft der Sowjetunion (1. Liga) wurde er geteilter Erster. Ab Ende der 1980er Jahre spielte er Nahschach in einigen bedeutenden Turnieren, so bei der Russischen Mannschaftsmeisterschaft 1992 in Podolsk und beim Bondarewski-Gedenkturnier (Offene Sektion) 1993 in Rostow am Don. Seine nationale Wertungszahl betrug 2293 (Stand: Januar 1995).
In den 1990er Jahren war Chevelevitch als wissenschaftlicher Obermitarbeiter an der Staatlichen Universität Rostow am Don tätig. Um 2000 wanderte er nach Deutschland aus und spielt seit 2002 für den Deutschen Schachbund. Er wurde Erster der Gruppe A bei der Vorrunde zur 1. Deutschen Schach Amateurmeisterschaft 2002 in Hamburg. Im selben Jahr landete er auf Platz 14 bei der Internationalen Hamburger Einzelmeisterschaft. Beim HSK IM Turnier im Januar 2005 teilte er den vierten Platz mit Jens Ove Fries Nielsen und Michael Kopylov. Seit dem FIDE-Treffen in Athen (Mai–Juni 2008) trägt er den Titel eines Internationalen Meisters. Die Normen dafür erzielte er in den Spielzeiten 2005/06 und 2006/07 der 2. Bundesliga Nord und bei der Deutschen Einzelmeisterschaft 2008 in Bad Wörishofen. 2007 teilte er den dritten Platz mit Ľubomír Ftáčnik bei der Internationalen Hamburger Einzelmeisterschaft. Beim London Chess Classic 2011 (FIDE Open) schied er mit 4,5 Punkten aus 6 vorzeitig aus. Vereinsschach spielt er für den Hamburger SK. 
Seine höchste Elo-Zahl war 2466 im April 2008.